# Registre Regional d'Internet
Un Registre Regional d'Internet (RRI) és una organització que gestiona l'assignació i el registre de recursos de números d'Internet en una determinada regió del món. Els recursos numèrics d'Internet inclouen les adreces IP i els números de sistema autònom (SA).
N'hi ha cinc:

Registres Regionals d'Internet

- African Network Information Centre (AfriNIC)[1] a Àfrica
- American Registry for Internet Numbers (ARIN)[2] al Canadà, diverses parts de la regió del Carib i els Estats Units
- Asia-Pacific Network Information Centre (APNIC)[3] a Àsia, Austràlia i països veïns
- Latin American and Caribbean Internet Addresses Registry (LACNIC)[4] a l'Amèrica Llatina i parts del Carib
- RIPE NCC[5] a Europa, l'Orient Pròxim i l'Àsia central

## La relació entre els RRI i IANA
La Internet Assigned Numbers Authority (IANA) delega els recursos d'Internet (p. ex. adreces IP) als RRI, els quals, al seu torn, segueixen les seves pròpies polítiques regionals per a delegar-los als seus clients, els quals inclouen entre d'altres a proveïdors d'accés a Internet i organitzacions d'usuaris finals. Col·lectivament, els RRI participen en la Number Resource Organization (NRO), formada per a representar els seus interessos comuns, desenvolupar accions conjuntes i coordinar les seves activitats globalment. La NRO va signar un acord amb ICANN per a establir la Address Supporting Organisation (ASO), la qual coordina globalment en el marc d'ICANN les polítiques d'adreçament IP.